# Khủng hoảng hiến pháp
Trong khoa học chính trị, một cuộc khủng hoảng hiến pháp là một vấn đề hay xung đột trong chức năng của một chính phủ mà hiến pháp chính trị hay luật điều chỉnh cơ bản khác được coi là không thể giải quyết được. Có một số biến thể cho định nghĩa này. Ví dụ, một cách mô tả nó như là cuộc khủng hoảng phát sinh từ thất bại, hoặc ít nhất là một nguy cơ thất bại mạnh mẽ, của hiến pháp để thực hiện các chức năng trung tâm của nó. Cuộc khủng hoảng hiến pháp có thể phát sinh từ nhiều nguyên nhân có thể xảy ra. Ví dụ, một chính phủ có thể muốn thông qua một đạo luật trái với hiến pháp của mình; Hiến pháp có thể không cung cấp một câu trả lời rõ ràng cho một tình huống cụ thể; Hiến pháp có thể rõ ràng nhưng có thể không chính đáng để tuân thủ; chính các thể chế chính phủ có thể ngập ngừng hoặc không sống theo những gì luật quy định; hoặc các quan chức trong chính phủ có thể biện minh cho việc tránh đối phó với một vấn đề nghiêm trọng dựa trên những giải nghĩa hẹp về luật pháp. Ví dụ cụ thể bao gồm cuộc khủng hoảng hiến pháp màu Nam Phi vào những năm 1950, sự ly khai của các tiểu bang miền nam Hoa Kỳ năm 1860 và 1861, và cuộc khủng hoảng năm 2007 ở Ukraina.